# Libertarianismo de esquerda

Logotipo da Aliança da Esquerda Libertária

O libertarianismo de esquerda é uma denominação para variadas abordagens relacionadas (porém distintas), no âmbito da teoria política e social, que enfatizam tanto a liberdade individual quanto a igualdade social. Em seu uso mais tradicional, libertarianismo de esquerda é sinônimo das variantes antiautoritárias da Esquerda política, fosse o anarquismo em geral ou o anarquismo social em particular. Mais tarde, o termo tornou-se associado aos libertários de livre mercado quando Murray Rothbard e Karl Hess aliaram-se com a New Left durante a década de 1960 - este anarquismo anticapitalista de mercado de esquerda, que incluiu o Agorismo de Samuel Edward Konkin III e o mutualismo do socialista libertário Pierre-Joseph Proudhon, defende pautas esquerdistas tais como o igualitarismo, questões de gênero e sexualidade, classes sociais, imigração e ambientalismo. A esquerda libertária discorda de sua contraparte direitista em relação aos direitos de propriedade, argumentando que os indivíduos não possuem direitos de propriedade inerentes aos recursos naturais - ou seja, que a gestão destes recursos deveria ser feita igualitariamente através de um modelo de propriedade coletiva. Mais recentemente a esquerda libertária vem sendo identificada com autores como Hillel Steiner, Philippe Van Parijs, e Peter Vallentyne que combinam o conceito da auto-propriedade com uma abordagem igualitária de recursos naturais. Aqueles dentre os esquerdistas libertários que defendem a propriedade privada, o fazem sob a condição de que alguma recompensa seja oferecida à comunidade local.

## Significado
De acordo com The Routledge Companion to Social and Political Philosophy:
O termo "libertarianismo de esquerda" tem pelo menos três significados. No seu sentido mais antigo, é sinônimo de anarquismo em geral ou social em particular. Mais tarde, tornou-se um termo para a ala esquerda ou Konkinite do movimento libertário de livre mercado, e desde então passou a cobrir uma série de posições anarquistas pró-mercado, mas anticapitalistas, principalmente individualistas, incluindo agorismo e mutualismo, muitas vezes com uma implicação de simpatias (como o feminismo radical ou o movimento trabalhista) que os anarcocapitalistas geralmente não compartilham. Em um terceiro sentido, foi recentemente aplicado a uma posição que combina a autopropriedade individual com uma abordagem igualitária dos recursos naturais; A maioria dos defensores desta posição não são anarquistas.

### Apropriação de termos
O termo 'libertarianismo' é utilizado frequentemente como uma mediação entre o chamado 'libertarianismo de esquerda', contemplando o que se refere nesse campo como 'anarquismo clássico', e o respectivo 'libertarianismo de direita', cujas origens estão nas elaborações de Rothbard. Entretanto, dentro do anarquismo e do socialismo libertário, termos como 'anarco-capitalismo', surgido junto com esse novo sentido libertarianista do neologismo 'libertário', não são tratados como parte desses movimentos, não chegando nem mesmo a ser mencionados. A teoria e história do movimento libertário é enfática sobre o seu caráter classista e anticapitalista, sendo uma estratégia da classe trabalhadora e subalterna contra a propriedade privada e a exploração capitalista. Os textos que, por outro lado, mencionam a existência do 'anarcocapitalismo' e do 'libertarianismo de direita', asseveram o não pertencimento dessas ideologias à tradição anarquista e libertária. Autores anarquistas como Ian Mckay afirmam que:

Anarquistas sempre foram anticapitalistas e qualquer ‘anarquista’ que reivindique o contrário não pode fazer parte da tradição anarquista. É importante frisar que a oposição anarquista aos assim chamados capitalistas ‘anarquistas’ não se refere a algum tipo de debate dentro do anarquismo, por mais que estes procurem fingir, mas sim a um debate entre o anarquismo e seu antigo inimigo, o capitalismo
Como esses autores pontuam, a tentativa de criar uma justaposição entre essas ideias incompatíveis leva à um esvaziamento do significado dos termos, essa tentativa, insistem, é feita contra a auto-concepção daqueles que se identificam como anarquistas ou libertários, o que implica "(...) atribuir aos mesmos uma noção de “falsa consciência” em que seria preciso o “crivo” do conhecimento acadêmico sobre anarquismo para então os sujeitos adequarem suas práticas a uma teoria pré-estabelecida." Além disso, é frequentemente criticado o caráter não-revolucionário, ou mesmo anti-revolucionário, dos auto-denominados 'anarcocapitalistas' e 'libertarianistas de direita', como se concluí dos textos definidores dessas correntes, como os de Stephan Kinsella, "(...) ser um “anarco”capitalista não significaria acreditar na possibilidade de uma sociedade sem Estado.", em sentido alternativo, "(...) o cerne do pensamento “libertário” seria considerar as agressões cometidas pelo Estado (cobrança de impostos e monopólio da segurança, por exemplo) como injustificáveis"
A má compreensão da base comum e desenvolvimento histórico do anarquismo e do anticapitalismo libertário é recorrente nos textos desses ativistas. Rothbard, em textos como Os libertários são anarquistas?, apresenta uma descrição do que para ele é a história do anarquismo clássico e acaba confundindo as correntes 'anarco-comunistas', 'anarco-sindicalistas', 'coletivistas' e 'comunistas libertárias', tratando-as como indiferentes. Junto com seus equivocos, Rothbard admite explicitamente a falta de vínculos com o que anarquismo histórico, 'de esquerda'. Um recurso comum para justificar a apropriação de termos por parte dos direitistas é a valorização do anarquismo individualista, principalmente os militantes Benjamin Tucker e Lysander Spooner, enquanto um desenvolvimento paralelo do anarquismo que abandona o anti-capitalismo. Esse tipo de leitura, porém, é criticada - a admissão do mercado por parte desses individualistas não é o suficiente para considerá-los pro-capitalistas. Tucker, por exemplo, "(...) condena o monopólio do dinheiro, entre outros, garantidos pelo Estado a certos indivíduos. Nisto, o autor ainda ressalta o fato de que o Estado garante a concentração de capital nas mãos de poucos." Os anarquistas que valorizam o mercado, de maneira parcial ou total, o fazem com base na rejeição da ideia de que capitalismo e livre mercado constituem um par compatível; ao contrário disso, esses autores denunciam o capitalismo como um sistema que submete o mercado à monopólios e roubos sustentados pelo aparato estatal.
Rothbard admite que os individualistas eram contra os capitalistas. Apesar de não lhes atribuir uma posição anticapitalista clara, o “libertário” estadunidense acaba deixando a questão sem uma resolução precisa.
o uso do prefixo “anarco” pela teoria “libertária” se apresenta de forma duplamente oportunista; aproveita-se da tradição e trajetória anarquista para viabilizar um capitalismo aparentemente sem Estado; e como “frase de efeito”, utilizada para convencer sujeitos que anseiam mudanças – particularmente jovens – a aceitarem velhas teorias conservadoras e “a favor da ordem”, disfarçadas sob a roupagem de “revolucionária”, “radical” e “contra o establishment”.

## Correntes
- Georgistas, que defendem a propriedade privada sobre os bens produzidos mas não sobre a terra, considerando assim que os impostos só deveriam incidir sobre a propriedade da terra.
- Autores como Hillel Steiner e Peter Vallentyne, que não consideram que se possa deduzir a propriedade de recursos naturais, e que os proprietários devem alguma compensação aos não proprietários (nesse aspecto assemelham-se aos georgistas).[6]
- O agorismo, teorizado por Samuel Edward Konkin, que rejeitava a ação política propondo antes que os libertários se dedicassem ao mercado negro (agora=mercado), a que chamava "contra-economia".
- A corrente que nos EUA usa a designação de left-libertarianism, representada por autores como Kevin Carson, Roderick T. Long, Brad Spangler, Sheldon Richman, Chris Matthew Sciabarra e Gary Chartier, que se distingue da direita libertarianista por um maior enfâse nas questões "sociais" (casamento homossexual, aborto, etc.) e por uma posição bastante crítica às grandes empresas, enfatizando as suas ligações com o Estado.

## Possíveis antecedentes dentro do liberalismo clássico
A Escola Steiner-Vallentyne, a mais associada no debate acadêmico ao termo "libertarismo de esquerda", sustenta que os "libertários de esquerda" originais - no sentido que esta corrente utiliza o termo - foram figuras históricas como Hugo Grotius (século XVI), John Locke (século XVII), Adam Smith (século XVIII), Thomas Paine (século XVIII), Herbert Spencer (século XIX) e especialmente Henry George (século XIX), no sentido de que esses liberais clássicos, ou precursores do liberalismo clássico, defendiam uma harmonização para a propriedade comum dos recursos naturais e para a compensação pecuniária pelo uso desses recursos.